# Wendy Turnbull
Wendy Turnbull, avstralska tenisačica, * 26. november 1952, Sandgate, Queensland, Avstralija.
V vseh konkurencah se je štiriindvajsetkrat uvrstila v finale turnirjev za Grand Slam, v katerih je osvojila je devet naslovov, štiri v konkurenci ženskih dvojic in pet v konkurenci mešanih dvojic. V posamični konkurenci se je trikrat uvrstila v finale, na turnirjih za Odprto prvenstvo ZDA leta 1977, Odprto prvenstvo Francije leta 1979 in Odprto prvenstvo Avstralije leta 1980. Dvakrat jo je v finalih premagala Chris Evert, enkrat pa Hana Mandlíková. V konkurenci ženskih dvojic je dvakrat osvojila Odprto prvenstvo ZDA ter po enkrat Odprto prvenstvo Anglije in Odprto prvenstvo Avstralije, v finale se je uvrstila še na turnirjih za Odprto prvenstvo Anglije in Odprto prvenstvo ZDA po štirikrat, Odprto prvenstvo Avstralije dvakrat in Odprto prvenstvo Francije enkrat. V konkurenci mešanih dvojic je osvojila turnirje za Odprto prvenstvo Francije in Odprto prvenstvo Anglije po dvakrat in Odprto prvenstvo ZDA enkrat, na turnirjih za Odprto prvenstvo Anglije se je še enkrat uvrstila v finale. Nastopila je na Olimpijskih igrah 1988 in osvojila bronasto medaljo v konkurenci ženskih dvojic skupaj z Elizabeth Smylie.

## Finali Grand Slamov

### Posamično (3)

#### Porazi (3)
| Leto | Turnir                      | Nasprotnica v finalu | Rezultat finala |
| 1977 | Odprto prvenstvo ZDA        | Chris Evert          | 7–6(7–3), 6–2   |
| 1979 | Odprto prvenstvo Francije   | Chris Evert          | 6–2, 6–0        |
| 1980 | Odprto prvenstvo Avstralije | Hana Mandlíková      | 6–0, 7–5        |

### Ženske dvojice (15)

#### Zmage (4)
| Leto | Turnir                    | Partnerica          | Nasprotnici v finalu                 | Rezultat finala      |
| 1978 | Odprto prvenstvo Anglije  | Kerry Melville Reid | Mima Jaušovec Virginia Ruzici        | 4–6, 9–8(12–10), 6–3 |
| 1979 | Odprto prvenstvo Francije | Betty Stöve         | Françoise Dürr Virginia Wade         | 3–6, 7–5, 6–4        |
| 1979 | Odprto prvenstvo ZDA      | Betty Stöve         | Billie Jean King Martina Navratilova | 7–5, 6–3             |
| 1982 | Odprto prvenstvo ZDA (2)  | Rosie Casals        | Barbara Potter Sharon Walsh          | 6–4, 6–4             |

#### Porazi (11)
| Leto | Turnir                          | Partnerica          | Nasprotnici v finalu                 | Rezultat finala |
| 1978 | Odprto prvenstvo ZDA            | Kerry Melville Reid | Billie Jean King Martina Navratilova | 7–6, 6–4        |
| 1979 | Odprto prvenstvo Anglije        | Betty Stöve         | Billie Jean King Martina Navratilova | 5–7, 6–3, 6–2   |
| 1980 | Odprto prvenstvo Anglije (2)    | Rosie Casals        | Kathy Jordan Anne Smith              | 4–6, 7–5, 6–1   |
| 1981 | Odprto prvenstvo ZDA (2)        | Rosie Casals        | Kathy Jordan Anne Smith              | 6–3, 6–3        |
| 1982 | Odprto prvenstvo Francije       | Rosie Casals        | Martina Navratilova Anne Smith       | 6–3, 6–4        |
| 1983 | Odprto prvenstvo Anglije (3)    | Rosie Casals        | Martina Navratilova Pam Shriver      | 6–2, 6–2        |
| 1983 | Odprto prvenstvo Avstralije     | Anne Hobbs          | Martina Navratilova Pam Shriver      | 6–4, 6–7, 6–2   |
| 1984 | Odprto prvenstvo ZDA (3)        | Anne Hobbs          | Martina Navratilova Pam Shriver      | 6–2, 6–4        |
| 1986 | Odprto prvenstvo Anglije (4)    | Hana Mandlíková     | Martina Navratilova Pam Shriver      | 6–1, 6–3        |
| 1986 | Odprto prvenstvo ZDA (4)        | Hana Mandlíková     | Martina Navratilova Pam Shriver      | 6–4, 3–6, 6–3   |
| 1988 | Odprto prvenstvo Avstralije (2) | Chris Evert         | Martina Navratilova Pam Shriver      | 6–0, 7–5        |

### Mešane dvojice (6)

#### Zmage (5)
| Leto | Turnir                        | Partner       | Nasprotnika v finalu          | Rezultat finala         |
| 1979 | Odprto prvenstvo Francije     | Bob Hewitt    | Virginia Ruzici Ion Ţiriac    | 6–3, 2–6, 6–3           |
| 1980 | Odprto prvenstvo ZDA          | Marty Riessen | Betty Stöve Frew McMillan     | 7–5, 6–2                |
| 1982 | Odprto prvenstvo Francije (2) | John Lloyd    | Cláudia Monteiro Cássio Motta | 6–2, 7–6                |
| 1983 | Odprto prvenstvo Anglije      | John Lloyd    | Billie Jean King Steve Denton | 6–7(5–7), 7–6(7–5), 7–5 |
| 1984 | Odprto prvenstvo Anglije (2)  | John Lloyd    | Kathy Jordan Steve Denton     | 6–3, 6–3                |

#### Porazi (1)
| Leto | Turnir                   | Partner    | Nasprotnika v finalu    | Rezultat finala |
| 1982 | Odprto prvenstvo Anglije | John Lloyd | Anne Smith Kevin Curren | 2–6, 6–3, 7–5   |